# María del Carmen Hernández Espinosa de los Monteros
María del Carmen Hernández Espinosa de los Monteros (Motril, 25 de marzo de 1828-Madrid, 14 de octubre de 1894), conocida popularmente como Mariquita Hernández, "La Duquesa Mendiga", fue una noble y acaudalada española, fundadora y principal promotora del Hospital Infantil Niño Jesús de Madrid.

## Biografía
Hernández era hija de José Hernández Guerrero (1805-1870) y de María del Carmen Espinosa de los Monteros y Burgos. Su madre estaba emparentada con la familia Burgos de Motril, que se dedicaba a la explotación del azúcar y era dueña de fábricas azucareras.
Su primer marido y padre de su primer hijo, falleció en 1873 en Madrid. Se casó en segundas nupcias meses después con el rico industrial y banquero Juan Manuel de Manzanedo, nombrado marqués de Manzanedo desde 1864 y duque de Santoña desde 1875, como gratificación por su contribución a la Restauración borbónica con Alfonso XII. Hernández adquirió por este matrimonio los títulos nobiliarios de duquesa de Santoña y marquesa de Manzanedo.
El matrimonio residió en el Palacio de los duques de Santoña, en la calle de Las Huertas número 13 de Madrid, que su marido había adquirido en 1874 para entregárselo en donación de arras. Como emprendedora, Hernández creó la azucarera "Las Tres Hermanas", que fue la primera destilería de alcohol de la zona costera, y se apropió del balneario de Lanjarón, ampliando sus instalaciones, y dirigió la Asociación para el cuidado de los Niños en España.

### Hospital y Asilo del Niño Jesús
En 1877, Hernández impulsó la creación y financiación del Hospital del Niño Jesús en la calle Menéndez Pelayo 65, edificio diseñado por el arquitecto Francisco Jareño y Alarcón, cuya primera piedra se colocó el 7 de noviembre de 1879, y se continuó con su construcción y posterior ampliación hasta 1885.
El diputado Julio de Vizarrondo colaboró con ella en la construcción de este hospital, que fue el primer centro pediátrico fundado en España y estuvo a cargo de las Hermanas Hijas de la Caridad de San Vicente de Paúl. Se inauguró en diciembre de 1881, y se financió a través del Patronato de la Asociación para el cuidado de niños con donativos particulares, suscripciones mensuales de benefactores y rifas.
En 1995, este hospital fue declarado Bien de Interés Cultural, y en 2007, los médicos de Madrid homenajearon a su impulsora mediante una placa conmemorativa en la fachada del edificio.

### Últimos años
Cuando Manzanedo falleció en 1882, la vida de la duquesa dio un vuelco inesperado que terminó por arruinarla. Una hija ilegítima de su marido vino desde Cuba e interpuso una demanda contra ella, reclamando la herencia de su padre. Tras diez años de pleitos, Hernández tuvo que traspasar la herencia a su hijastra y a ella se la llegó a apodar “La Duquesa Mendiga” tras quedarse en la ruina.
El palacio pasó a ser propiedad del político José Canalejas hasta que lo asesinaron en 1912. Los herederos de Canalejas vendieron el palacio a la Cámara de Industria en 1933 y, desde 1962, es la sede de la Cámara de Comercio e Industria de Madrid.
Hernández murió en 1894, a los 66 años, siendo enterrada en el cementerio madrileño de San Isidro. Josefa, la que le había quitado todo, no permitió que fuese enterrada en el panteón de su marido el Duque.

## Reconocimientos
En 1943, el Ayuntamiento de Madrid creó la calle Duquesa de Santoña en su honor en el barrio de Moscardó del distrito madrileño de Usera.